# Sâmbăta (Bihor)
Pour les articles homonymes, voir Sâmbăta.
Sâmbăta est une commune roumaine du județ de Bihor, en Transylvanie, dans la région historique de la Crișana et dans la région de développement Nord-Ouest.

## Géographie
La commune de Sâmbăta est située dans les premiers contreforts des Monts Pădurea Craiului, à 21 km au nord-ouest de Beiuș et à 42 km au sud-est d'Oradea, le chef-lieu du județ.
La municipalité est composée des six villages suivants, nom hongrois, (population en 2002) :
- Copăceni, Kapocsány (175) ;
- Ogești, Csékehodos (242) ;
- Rogoz, Venterrogoz (362) ;
- Rotărești, Kerekesfalva (181) ;
- Sâmbăta, Szombatság (434), siège de la commune ;
- Zăvoiu, Törpefalva (275).

## Histoire
La première mention écrite du village de Sâmbăta date de 1500.
La commune, qui appartenait au royaume de Hongrie, en a donc suivi l'histoire.
Après le compromis de 1867 entre Autrichiens et Hongrois de l'empire d'Autriche, la principauté de Transylvanie disparaît et, en 1876, le royaume de Hongrie est partagé en comitats. Sâmbăta intègre le comitat de Bihar (Bihar vármegye).
À la fin de la Première Guerre mondiale, l'Empire austro-hongrois disparaît et la commune rejoint la Grande Roumanie au traité de Trianon.
En 1940, à la suite du deuxième arbitrage de Vienne, elle n'est pas annexée par la Hongrie et reste sous la souveraineté roumaine.

## Politique
| Période                                  | Période  | Identité      | Étiquette | Qualité |
| ---------------------------------------- | -------- | ------------- | --------- | ------- |
| Les données manquantes sont à compléter. |          |               |           |         |
| 2008                                     | 2016     | Mircea Carțiș | PSD       |         |
| 2016                                     | En cours | Mariana Laza  | PSD       |         |

| Parti | Parti                                      | Sièges |
| ----- | ------------------------------------------ | ------ |
|       | Parti social-démocrate (PSD)               | 3      |
|       | Parti national libéral (PNL)               | 3      |
|       | Alliance des libéraux et démocrates (ALDE) | 2      |
|       | Parti national démocrate (PND)             | 1      |

## Religions
En 2002, la composition religieuse de la commune était la suivante :
- Chrétiens orthodoxes, 80,28 % ;
- Grecs-Catholiques, 11,92 % ;
- Pentecôtistes, 7,36 %.

## Démographie
En 1910, à l'époque austro-hongroise, la commune comptait 2 677 Roumains (93,83 %), 161 Hongrois (5,64 %) et 10 Allemands (0,35 %),.
En 1930, on dénombrait 2 936 Roumains (96,80 %), 60 Hongrois (1,98 %), 34 Juifs (1,12 %) et 2 Allemands (0,07 %).
En 1956, après la Seconde Guerre mondiale, 2 919 Roumains (98,95 %) côtoyaient 29 Hongrois (0,98 %).
En 2002, la commune comptait 1 655 Roumains (99,16 %) et 11 Roms (0,65 %). On comptait à cette date 720 ménages et 800 logements.
| 1880  | 1890  | 1900  | 1910  | 1920  | 1930  | 1941  | 1956  | 1966  |
| ----- | ----- | ----- | ----- | ----- | ----- | ----- | ----- | ----- |
| 2 081 | 2 437 | 2 488 | 2 853 | 2 805 | 3 033 | 3 096 | 2 950 | 2 729 |

| 1977  | 1992  | 2002  | 2007  | - | - | - | - | - |
| ----- | ----- | ----- | ----- | - | - | - | - | - |
| 2 581 | 1 804 | 1 669 | 1 522 | - | - | - | - | - |

## Économie
L'économie de la commune repose sur l'agriculture et l'élevage.

## Communications

### Routes
Sâmbăta est située sur la route nationale DN76 (route européenne 79) Oradea-Deva.

## Lieux et monuments
- Sâmbăta, église orthodoxe datant de 1715[7] ;
- Copăceni, église orthodoxe en bois de la Dormition de la Vierge, datant de 1771, classée monument historique[7] ;
- Ogești, église orthodoxe en bois de l'Annonciation, datant de 1826, classée monument historique[7] ;
- Rotărești, église orthodoxe en bois St Nicolas datant de 1810, classée monument historique[7] ;
- Rogoz, église orthodoxe datant de 1869[7].

## Galerie

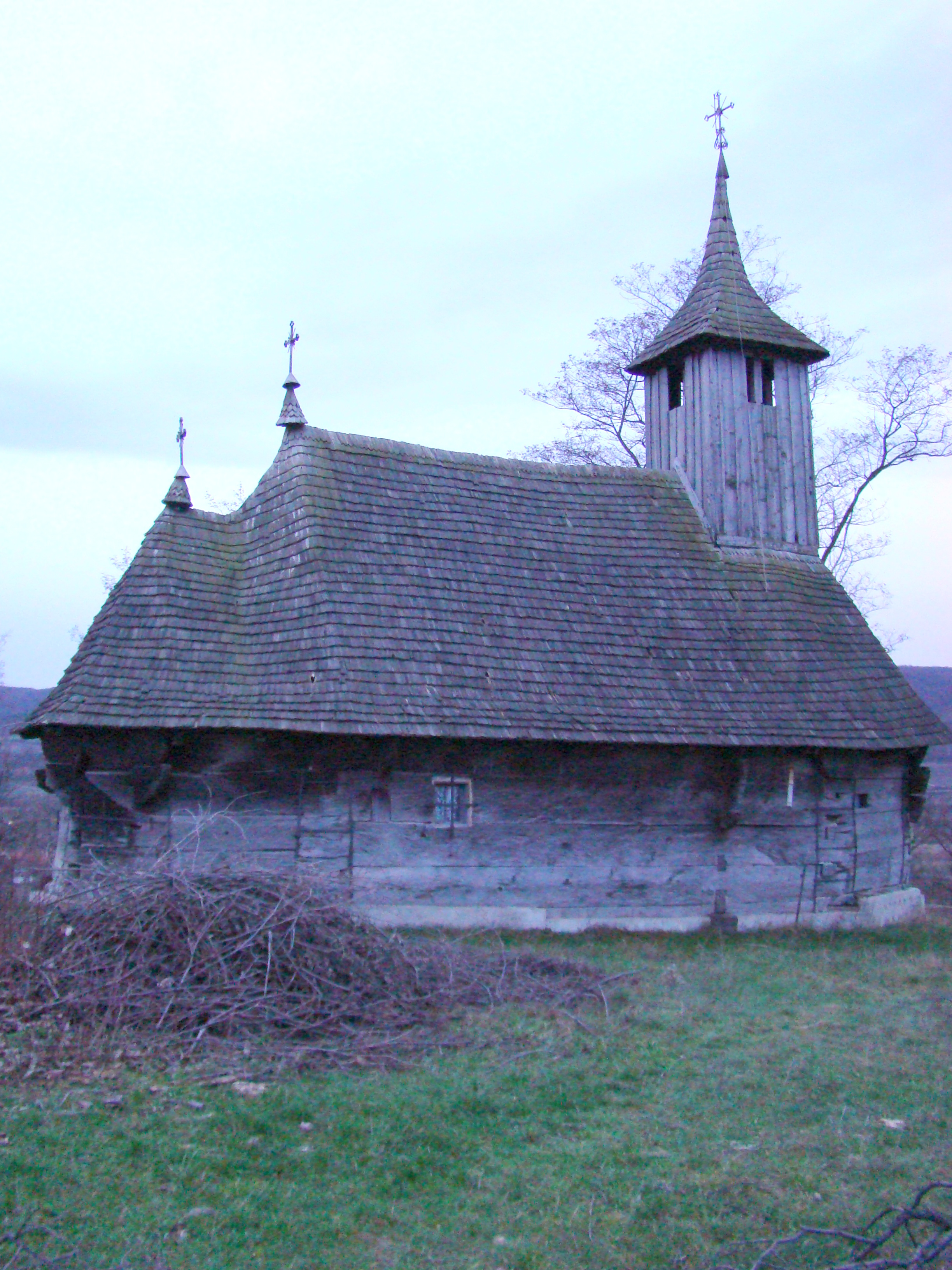
L'église de Copăceni
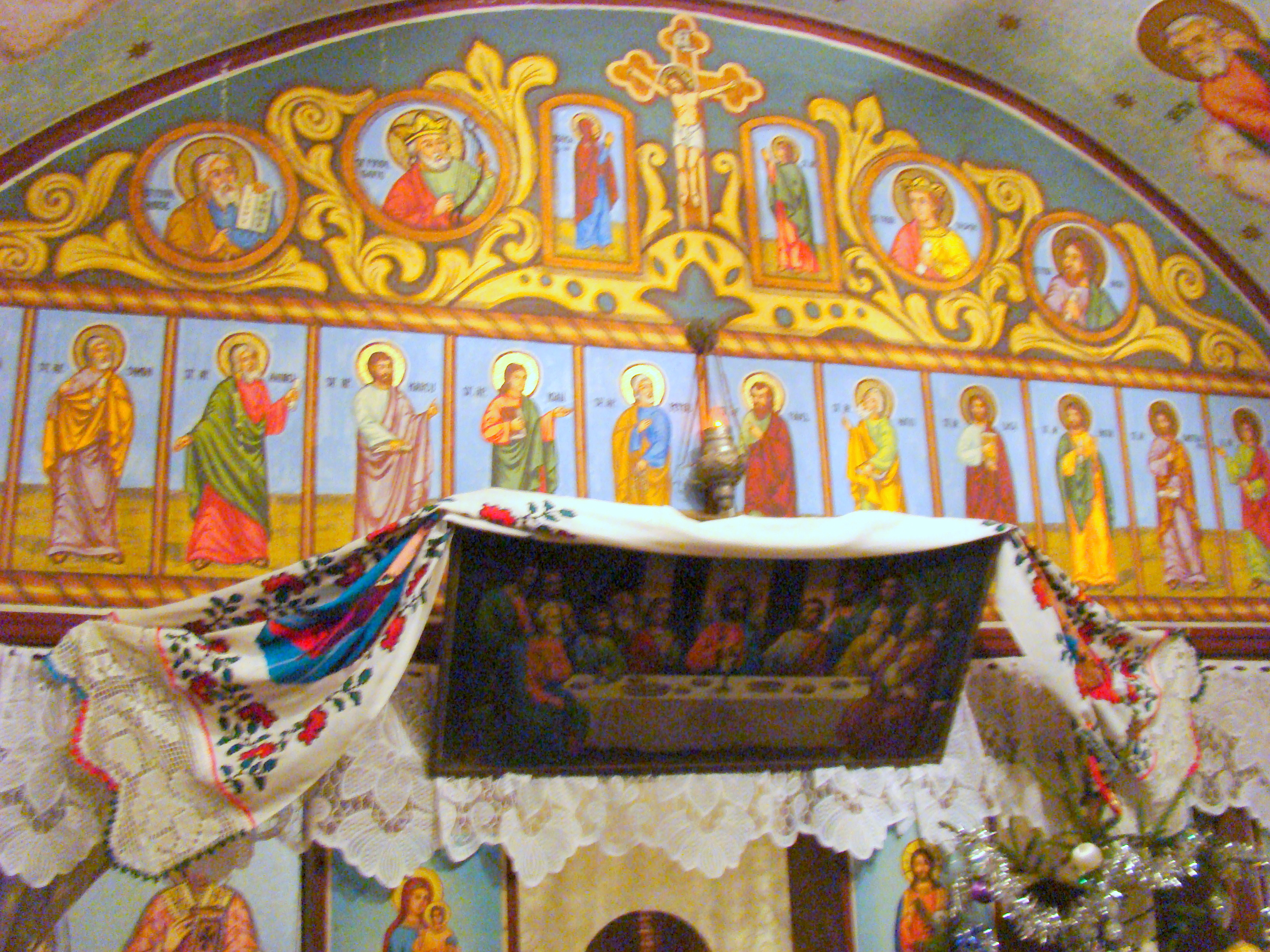
L'autel et les peintures murales de l'église d'Ogești
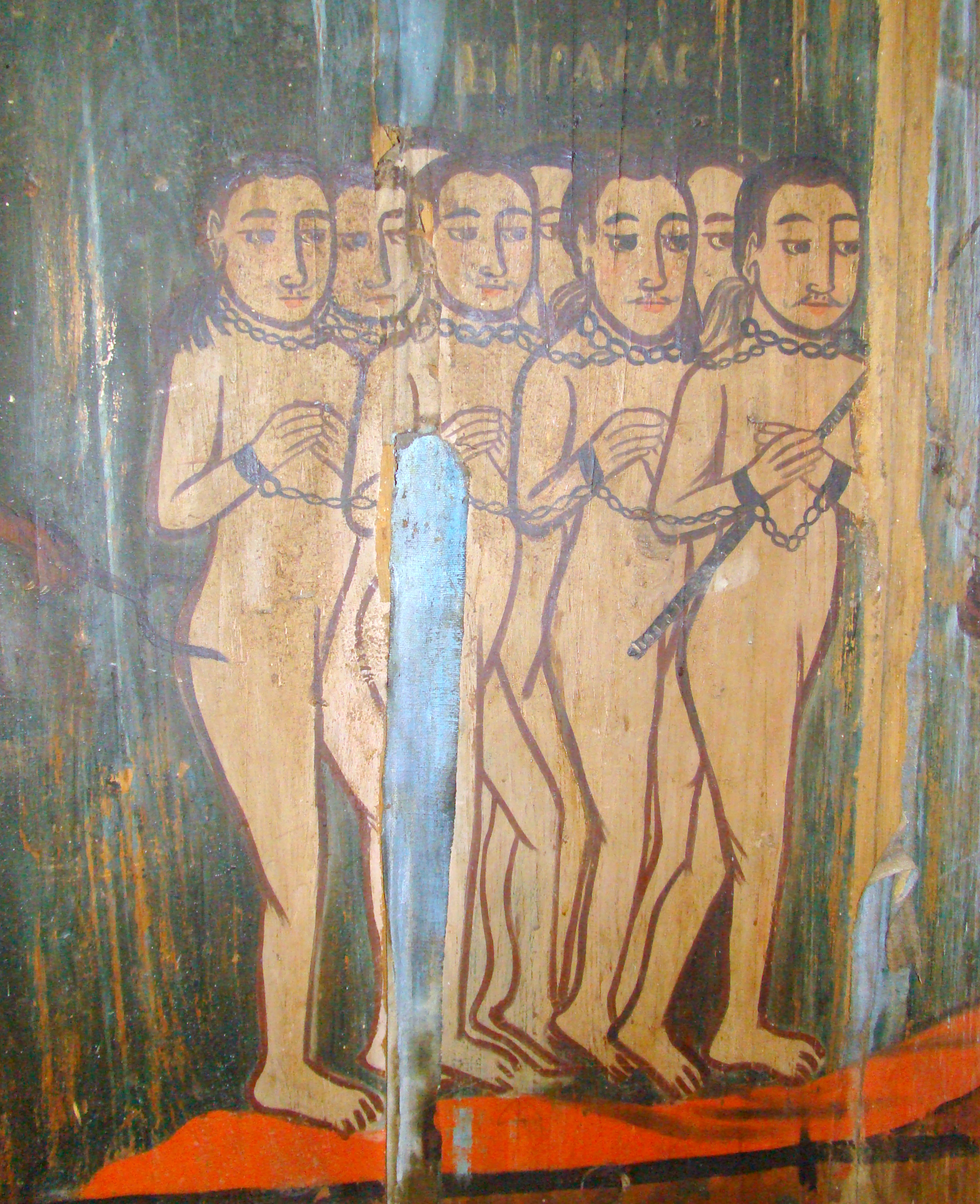
Peintures sur bois dans l'église de Rotărești
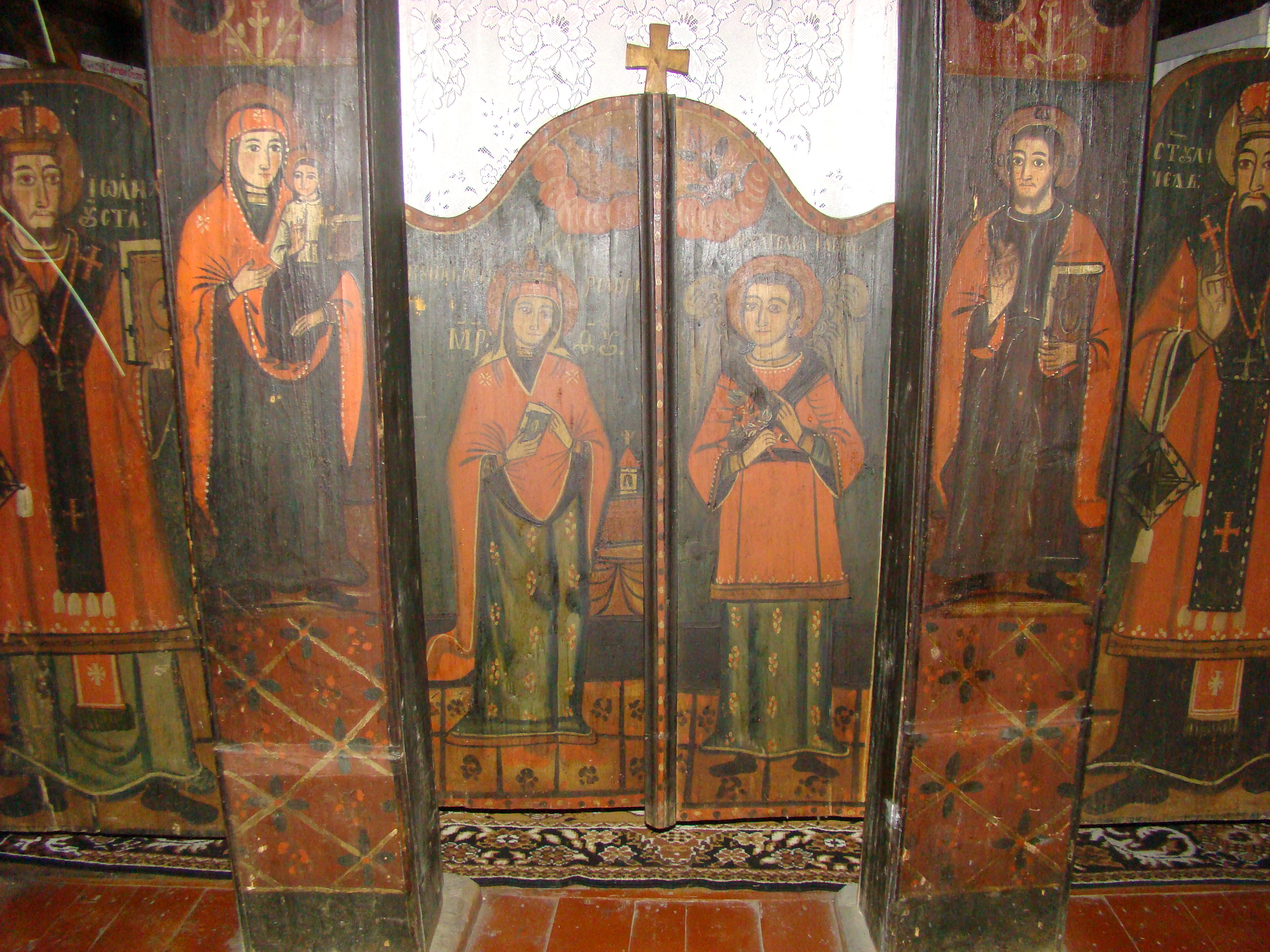
Peintures sur bois de l'église de Rotărești